# 徳島市北井上中学校
徳島市北井上中学校（とくしまし きたいのうえちゅうがっこう）は、徳島県徳島市国府町西黒田字南傍示にある公立中学校。校区は、国府町芝原,国府町佐野塚,国府町竜王,国府町西黒田,国府町東黒田。

## 沿革
- 1947年 - 名東郡北井上村北井上中学校を創立。
- 1954年 - 学校衛生調査で文部大臣表彰。
- 1955年 - 名東郡国府町北井上中学校と改称。
- 1967年 - 名東郡国府町が徳島市と合併したことにより徳島市北井上中学校と校名を改称。
- 1990年 - 学校環境衛生努力賞受賞受賞。
- 1991年 - 中国内蒙古自治区庫倫旗第一中学校（中華人民共和国）と姉妹校になる。学校環境衛生特別賞受賞。
- 1992年 - 学校保健・安全優良学校賞受賞。

## 校訓
- 自主
- 親和
- 創造

## 校歌
- 作詞: 田中豊
- 作曲: 今川幹夫

## 最寄駅
- JR徳島線府中駅

　ただし、徒歩でいける距離ではない。

## 姉妹校
- 中国内蒙古自治区庫倫旗第一中学校（中華人民共和国、1991年1月1日）

## 関連学校
- 徳島市北井上小学校

## 通学区域が隣接している学校
- 徳島市不動中学校
- 徳島市国府中学校
- 石井町立石井中学校
- 藍住町立藍住中学校